# Santa Maria de Torreneules
Santa Maria de Torreneules és una església romànica en ruïnes del terme municipi d'Argelers, a la comarca del Rosselló, de la Catalunya del Nord.
Està situada en el Mas Torreneules, a prop de l'extrem sud-est del terme comunal, gairebé al límit amb els termes de Cotlliure i de Banyuls de la Marenda. L'antic monestir de Santa Maria de Vallbona és a cosa d'un quilòmetre i mig en línia recta al nord-oest.

## Història
Esmentada el 844 i el 981 com a dependència de Sant Quirc de Colera, tot i que no en fan referència explícita, però és fins al 1219 que apareix el nom de Sanctae Mariae de Turniulis. El 1242 fou venuda a Fontfreda, en el moment que s'establia a Vallbona la comunitat que hi establí el monestir. Torreneules passà a dependre'n. El 1285 apareix Tornavels en la Crònica de Ramon Muntaner, a ran d'una batalla que hi hagué al Coll de Banyuls. Al segle xviii (1703) comença a aparèixer el topònim escrit Torreneules, com en l'actualitat.

## L'edifici
En l'actualitat l'edifici està molt arruïnat a causa d'una voladura amb explosius el 1945. Abans, als anys 30, ja se n'havien destruït trossos per tal de fer amb les seves pedres les feixes per a vinyes dels entorns. Una neteja feta pels seus propietaris el 1993 han permès redescobrir moltes coses de l'edifici original.
Era una església d'una sola nau amb transsepte i una capçalera triabsidal. L'absis central és de planta trapezial, preromànic, i els dos laterals, de planta de ferradura. La nau tenia una llargària de 17,5 m, mentre que al transsepte presenta una amplada de 12,5. L'amplada de la nau era de 6 metres.
A l'interior de l'absis central es van trobar vestigis de pintures murals romàniques.